# Cadillac Gage Commando

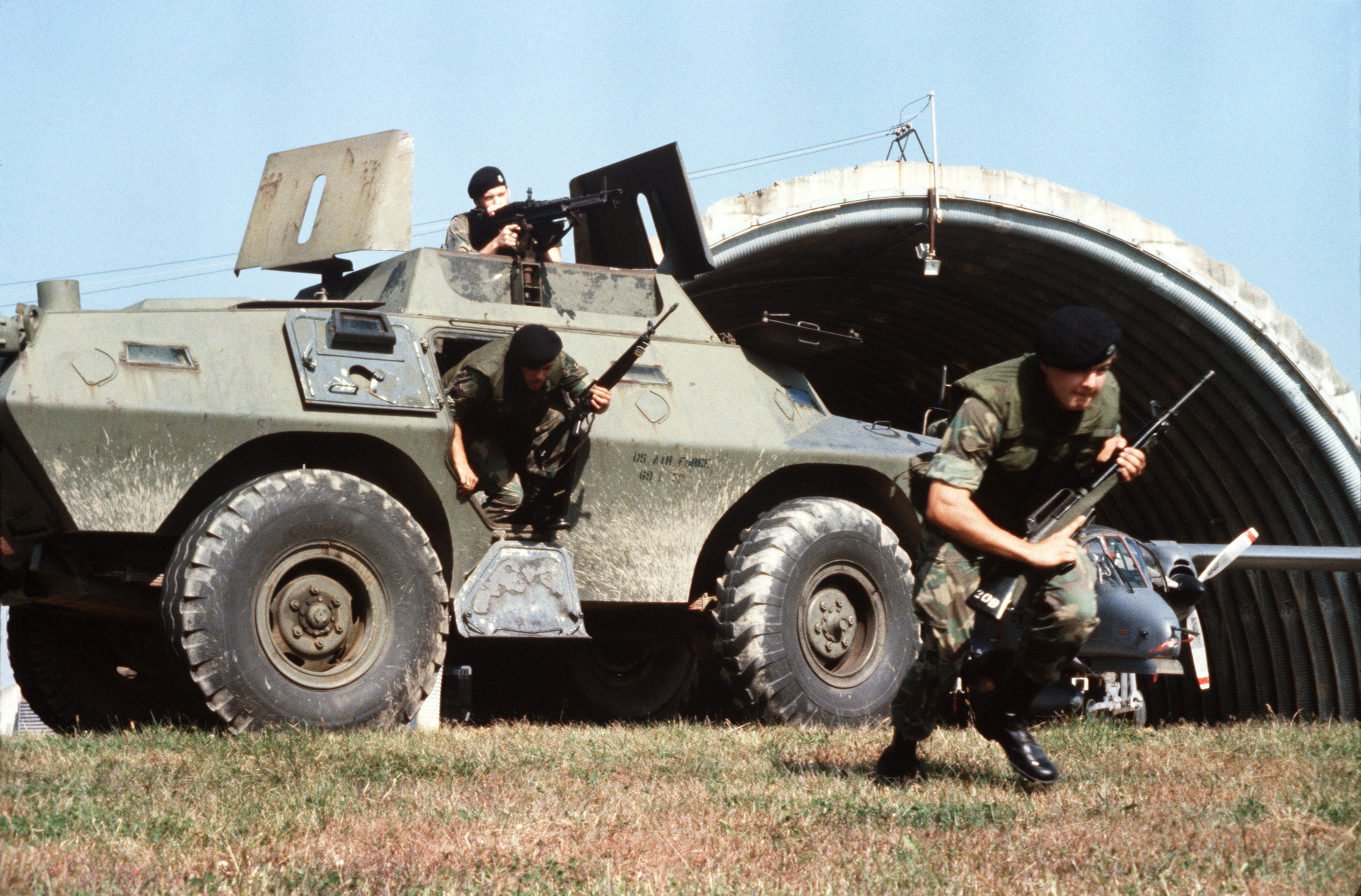
Une équipe de la US Air Force Security Forces débarquant d'un Cadillac Gage Commando en 1980 sur la base aérienne d'Osan en Corée du Sud.

Le Cadillac Gage Commando est une automitrailleuse américaine, déclinée en trois grands modèles : le V-100, le V-150 et le V-200. Il connut une large diffusion et fut notamment utilisé durant la Guerre du Viêt Nam.

## Histoire

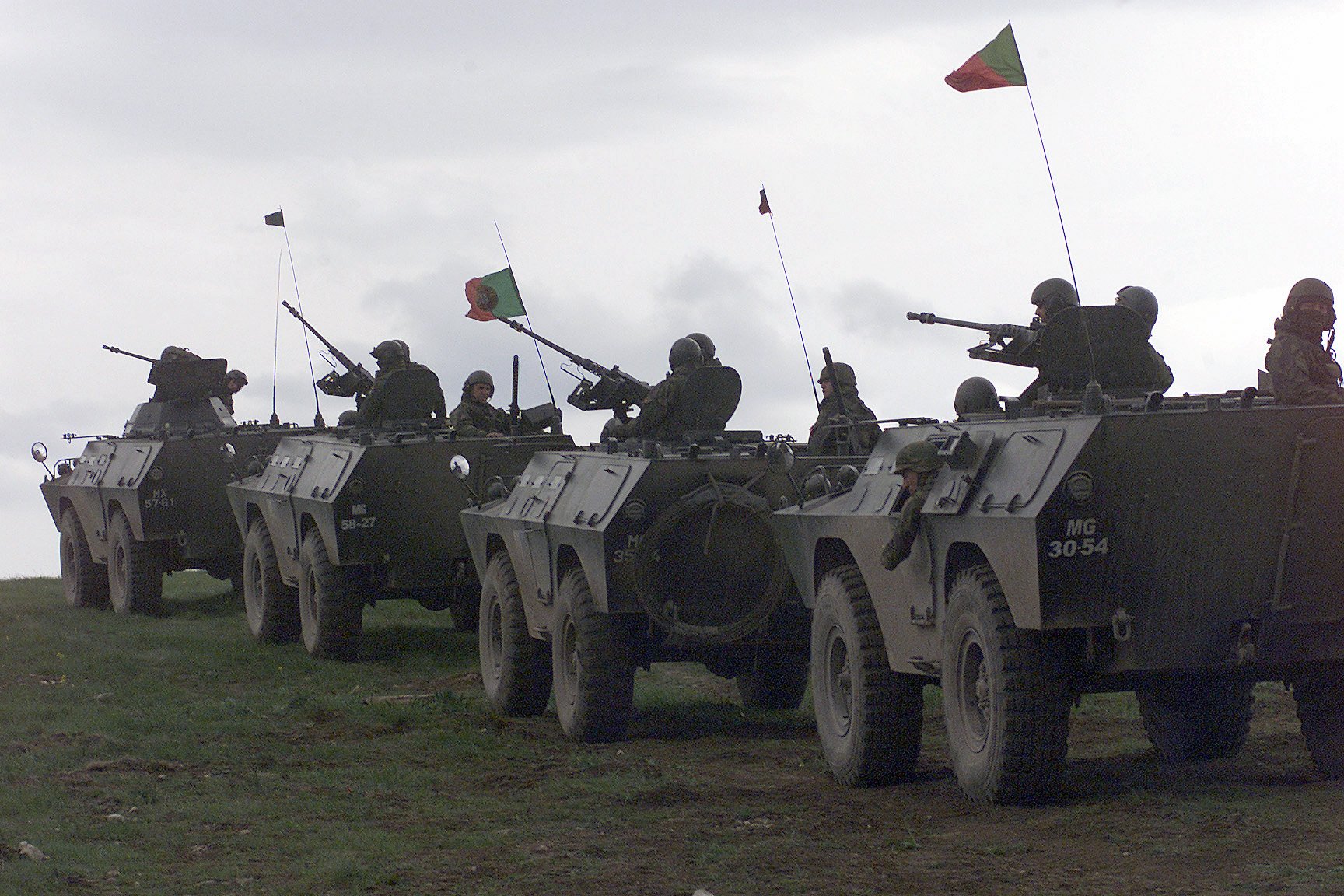
Blindés portugais Chaimite V-200 en Bosnie-Herzégovine en 2002.

À la différence de beaucoup d’autres véhicules blindés, le Cadillac Gage Commando a été créé à la seule initiative de Cadillac Gage Company, et non à la suite d’une commande d’un État. Terra-Space Corporation, une division de Cadillac Gage, se lance dans la conception de véhicules de combat au début des années soixante. Le premier essai, une automitrailleuse nommée Peacemaker, ne dépasse pas le stade de prototype en raison de ses nombreux défauts, mais permet à Terra-Space de gagner en expérience pour son prochain projet.
En juin 1962, Terra-Space produit un nouveau prototype, suivi d’un premier véhicule d’essai à l’automne. L’objectif des concepteurs est de créer un véhicule pouvant remplir plusieurs types de mission, n’importe où dans le monde, tout en restant bon marché. Le premier véhicule d’essai est testé par Cadillac pendant l’hiver 1962-1963, puis envoyé au terrain d’essai d’Aberdeen en mars. Les résultats de ces expérimentations permettant de produire un deuxième véhicule d’essai en avril. S’ensuit une alternance entre essais et constructions de nouveaux véhicules d’essais : le n°3 sort de l’usine le 11 juin 1963, le n°4 en août, le n°5 en septembre et le n°6 et dernier au début de l’année 1964.
Les premiers exemplaires du V100 sortirent d'usine en 1963 pour une livraison aux militaires de l'US Air Force et surtout de l'US Military Police Corps. En 1970 apparut le V-150. Au total 4 000 V-100/150/200 furent construits. La firme portugaise Bravia fabriqua aussi des variantes sous licence (Bravia Chaimite).

## Caractéristiques

### Mobilité
Le Commando est doté d’un moteur à essence Chrysler M75 V-8 de 361 pouces3, 5,9 L. développant 191 hp, également utilisé par le M113. L’alimentation en carburant est assurée par deux réservoirs de 151 l permettant une autonomie maximum d’environ 965 km. Il est couplé à une transmission manuelle New Process 540 une vitesse arrière et cinq vitesses avant, la première vitesse étant toutefois réservée à la conduite tout-terrain. Une boîte de transfert permet de transférer l’énergie du moteur à l’essieu arrière, le plus couramment utilisé.
Les essieux sont basés sur ceux du camion M44 et montés sur des suspensions à ressort à lames. Cadillac a développé un modèle spécial de pneu pour le Commando, appelé Commando Special et dont la structure et les flancs sont renforcés par des câbles d’acier. D’un côté, cette construction particulièrement solide permet de rouler environ 80 km après une crevaison, bien que, d’un autre côté, elle les rende particulièrement lourds et difficiles à remplacer.

### Protection
Les concepteurs du Commando ayant voulu conserver sa légèreté au véhicule, le Commando n’est pas doté d’un blindage particulièrement épais. Ce manque d’épaisseur est compensé toutefois par le recours à l’inclinaison des surfaces de la coque, qui, à épaisseur équivalente, permet d’obtenir un degré de protection supérieur à celui d’une plaque verticale. La disposition en V de la partie inférieure de la caisse permet également de dissiper le souffle d’une explosion provenant d’en-dessous du véhicule de manière beaucoup plus efficace qu’un plancher horizontal classique. Par ailleurs, le blindage du Commando est réalisé dans un acier spécial conçu par Cadillac, le Cadaloy. Sa très grande dureté, évaluée à 500 sur l’échelle de Brinell, favorise l’effet de ricochet sur les plaques inclinées, bien qu’il soit plus sensible à la rupture que des aciers moins durs.

### Armement
Le Commando ayant été conçu pour remplir une grande variété de missions, l’armement peut être très varié, en fonction des options choisies par l’acheteur. La première version peut ainsi être armée de deux mitrailleuses de calibre 7,62 mm ou de deux mitrailleuses de 12,7 mm ou d’une combinaison des deux. Ces armes sont disposées dans une tourelle, dont la première version s’est révélée peu pratique, le tireur devant en permanence rester debout. Trois nouveaux modèles furent donc créés en 1964 pour la remplacer, mais aucun d’entre eux ne semble être entré en production.

## Variantes
- V-100 APC : version originelle

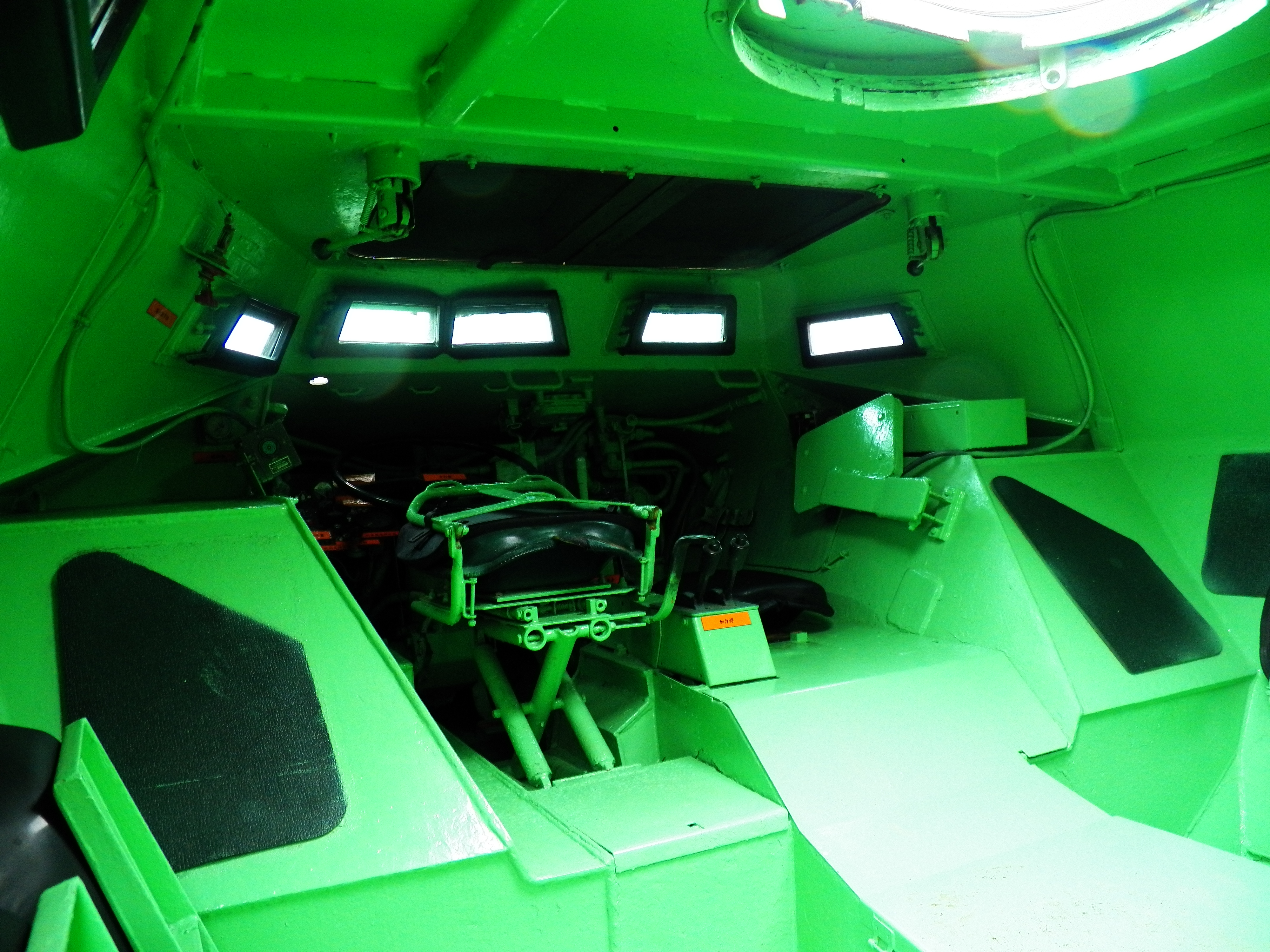
Intérieur d'un V-150S de l'armée taïwanaise en 2013.

- V-100 tourelle : avec une tourelle équipée d'une mitrailleuse
- V-200 tourelle : équipée d'une tourelle monoplace avec un canon de calibre de 20 mm
- V-200 tourelle biplace : équipée d'une tourelle biplace avec un canon de calibre de 20 mm
- V-200 90 mm : équipée d'une tourelle avec un canon Mecar de calibre 90 mm
- V-150 APC : version de base
- V-150 ACCC :
- V-150 Security : véhicule adapté pour le maintien de l'ordre
- V-150 90 mm : équipée d'une tourelle avec un canon de calibre 90 mm Cockerill Mk III
- V-150 TOW : équipée d'une tourelle avec missile antichar TOW
- V-150 mortier : équipée d'un mortier de calibre 107 mm dans le compartiment équipage, pas de tourelle.
- V-150 AADG : véhicule de défense antiaérien avec mitrailleuse multitube.
- V-150 ERV : véhicule sanitaire/ambulance
- V-150 ARV : véhicule équipé d'une petite grue pour le dépannage et la réparation
- V-150 AAV :
- V-150S : version d'exportation

## Diffusion

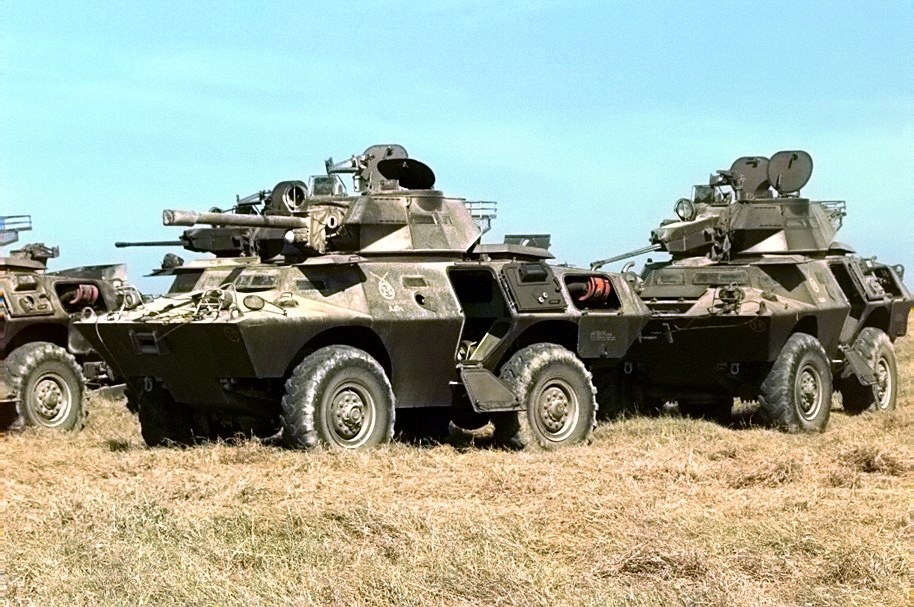
Commando V-150 version tourelle canon de l'armée haïtienne en 1994.

De nombreux pays, souvent proches des États-Unis, ont acquis des Cadillac Gage Commando :
- Arabie saoudite
- Bolivie
- Botswana
- Cameroun
- Canada
- République dominicaine
- États-Unis
- Gabon 9
- Guatemala
- Haïti
- Indonésie
- Jamaïque,
- Liban
- Koweït
- Malaisie,
- Mexique
- Oman
- Portugal
- Philippines
- Singapour
- Somalie
- Soudan,
- Taïwan
- Tchad 9
- Thaïlande
- Turquie
- Venezuela
- Viêt Nam Pris dans les stocks de l'ex-ARVN
- Viêt Nam du Sud